# Anselm Feuerbach
Anselm Feuerbach (Speyer, 1829. szeptember 12. – Velence, 1880. január 4.) német festő. Százada legnagyobb német mesterei közé tartozik. Az antik világ nagy emlékein és a romantikán nevelődött, művein e két elemet érezteti olyan szélesre fogott festői előadásban, amely idegenszerűnek hatott akkoriban hazája művészetében. Joseph Anselm Feuerbach (1798–1851) archeológus fia, Ludwig Andreas Feuerbach filozófus unokaöccse.

## Pályafutása
Düsseldorfban kezdte meg tanulmányait Friedrich Wilhelm von Schadow és Alfred Rethel irányítása alatt, majd Münchenben Carl Rahl tanítványa volt, de mesterei között tudhatta Karl Friedrich Lessinget és Johann Wilhelm Schirmert is. Az 1850-ben Antwerpenben töltött idő, majd a párizsi évek (1851–54), az ünnepelt Thomas Couture vezetése és a régi, főleg velencei és spanyol mesterek tanulmányozása által szerzett festői tudás terméke Feuerbach első nagyobb műve, a Háfiz a csapszék előtt (1852), melyet Karlsruhéba költözése után a mozgalmas, velencei jellegű Pietro Aretino halála (1854, bázeli múzeum) követett. Utóbbi művén már a velencei mesterek befolyása is észrevehető. A badeni nagyherceg segélyével 1855-ben Velencébe utazott és elkészítette Tiziano Vecellio Assuntájának nagy másolatát, továbbá a Költészet egyszerű, komoly képét (1856, karlsruhei képtár). Ugyanez évben Rómába ment és a kedvezőtlen körülmények, sikertelenség és nélkülözések mellett is a megfeszített tevékenység, önálló fejlődés és rendkívüli termékenység hosszú évei kezdődtek számára, melyek alatt Feuerbach csak ritkán és rövid időre látogatott haza. Egymás után keletkeztek: Dante és a ravennai nők (1858, karlsruhei képtár), Madonna (1860, drezdai képtár), Iphigenia (1862, darmstadti képtár), melyet 1871-ben e tárgynak érettebb ábrázolása követett (megtalálható a stuttgarti képtárban).
1863-tól 1868-ig gróf Schack számára dolgozott és a müncheni Schack-féle képtárban 11 festménye látható. A legkiválóbbak közülük: Római nő (1861), Madonna, a megkapó nagyszerűségű Pietà (1863), Paolo és Francesca, Zenélő gyermekek és a nimfa (1864), Háfiz a kútnál, a rendkívül költői Családi kép (1866), Ricordo di Tivoli (1868). Feuerbach művészete, mely Arnold Böcklin és Hans von Marées törekvéseivel rokon vonásokat is mutat, mindinkább az antik eszmekör és formák felé közeledik, képeinek színe tompább lesz, formái nagyszerűbbek. Klasszicizmusa azonban teljesen egyéni, formalizmustól mentes, nem utánzásban, hanem Feuerbach monumentális felfogásában gyökeredzik.
1869-ben készült a Plató lakomája (karlsruhei képtár), melynek továbbfejlesztett változata (1873) a berlini Nationalgalerie dísze, 1870-ben a Paris ítélete (hamburgi Kunsthalle), a Menekülő Medea (München, Neue Pinakothek), melyhez még más Medea-képek csatlakoznak (mannheimi városi képtár, oldenburgi képtár), 1873-ban az Amazonok csatája (Nürnberg, városi képtár), ezek a klasszicista művészet legnagyszerűbb alkotásai közé tartoznak. 1873-ban Feuerbach a bécsi akadémián a történeti festés tanára lett, de már 1876-ban lemondott állásáról és Velencében fejezte be életét. Utolsó nagy műve a bécsi művészeti akadémia aulájának hatalmas mennyezetfestménye, a titánok bukását ábrázoló fő képpel (vázlat a müncheni Neue Pinakothekben) és kisebb mitológiai tárgyú képekkel (részben Christian Griepenkerl által befejezve). Hangverseny című képe (1878, Berlin, Nationalgalerie) befejezetlen maradt. 
Egész mivoltát, lelki küzdelmeinek megható fejtegetését tartalmazza önéletrajz jellegével bíró könyve, Ein Vermächtniss von Anselm Feuerbach (2. kiadás Bécs, 1885), ez a kötet számos kiadást megért.

## Művészete
Feuerbach a század legnagyobb német művészeinek egyike, mintegy örökségképpen hordta magában a klasszikus világ megérzését, amely egész pályáján végigvonul és – nemcsak tárgyilag – művészetének alapvonása. De távol áll a klasszicizáló művészek formalizmusától és a legelső német művészek közé tartozik, akik részben a régi velencei mesterek, részben a modern franciák hatása alatt új, festői kvalitásokat vittek bele a festői ábrázolástól elszokott és gondolatokkal terhelt német művészetbe. A romantika hatása is érződik művein. Termékeny, mindvégig a legnagyobbat akaró és szenvedélyesen kereső művészete végeredményben új értelemben vett klasszikus stílus megteremtésének vágyát tükrözteti vissza, ama cél felé való törekvést, amelyet Hans von Marées más úton közelített meg.